# アンテラキサンチン
アンテラキサンチン(Antheraxanthin)は、光合成を行う多くの生物で見られる明るい黄色の補助色素である。ギリシア語でánthosは「花」、xanthosは「黄色」を意味する。キサントフィルサイクルの色素であり、カロテノイドのキサントフィルサブグループに分類される油溶性アルコールである。アンテラキサンチンは、緑藻、紅藻、ユーグレナ藻、植物による光合成の光防護に関わっており、またその生成物でもある。

## キサントフィルサイクル
アンテラキサンチンは、植物等の大部分の光合成真核生物や一部の細菌で、キサントフィルサイクルの中間体分子である。キサントフィルサイクルでは、特定のカロテノイド色素が酵素反応により光防護性の生体色素に変換される。
植物は、橙色のビオラキサンチンをアンテラキサンチン、そして明るい黄色の色素ゼアキサンチンに変換することで、非光化学的消光能を向上させ、過剰な熱を消失させることができる。キサントフィルサイクルの色素の合計量は、"VAZ"と呼ばれることがある。
"VAZ"は、このサイクルの主な色素を光防護能が低い方から順に並べたものである。アンテラキサンチンは真ん中の"A"に相当し、"V"はビオラキサンチン、"Z"はゼアキサンチンである。

## チラコイド膜内の局在

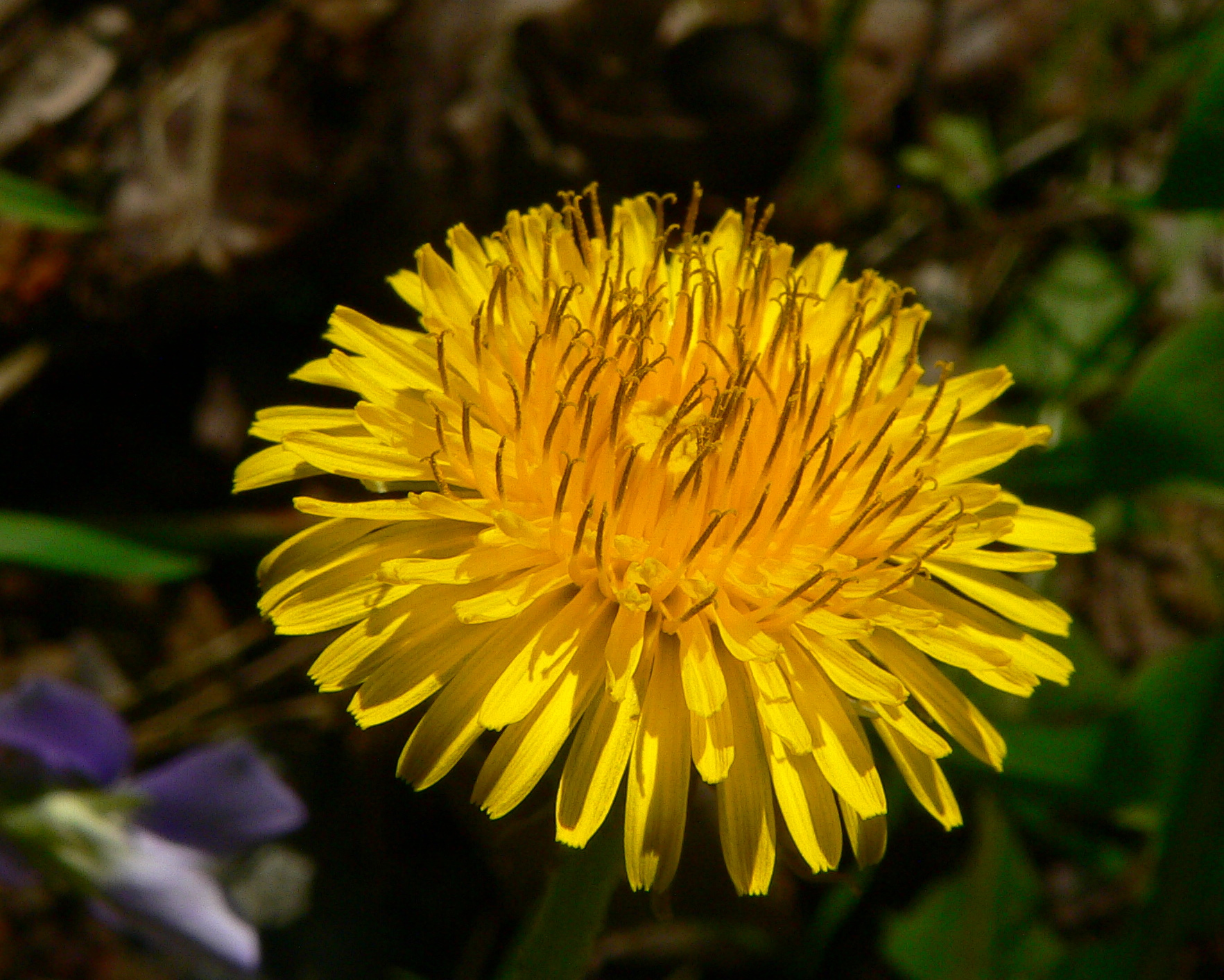
アンテラキサンチンは、日照の良いタンポポに高濃度で含まれる。

キサントフィルサイクルは、葉緑体中のチラコイド膜内で行われる他の光色素反応と連動して行われる。アンテラキサンチンがチラコイド膜に与える熱及び光安定能は、ビオラキサンチンよりも高く、ゼアキサンチンよりも低い。
アンテラキサンチンを中間体とするキサントフィルサイクルの反応は、光や放射への曝露の変化に対する応答であり、チラコイド内部のpHを変化させる。キサントフィルサイクルによる光防護能の変化により植物は自身の光合成のための光取込みを調整することができる。
葉緑体の大部分は、葉や茎の表皮の直下にある葉肉組織に局在する。チラコイドは葉緑体に含まれるため、アンテラキサンチンやその他の光合成色素は太陽の放射に多くさらされる植物の葉に最も多く含まれる。
アンデス山脈の高高度でのタンポポの研究で、高度1600mの北西に面する斜面の日照が大きい葉ではアンテラキサンチンの含量が高く、3600mの頂上ではさらに含量が高いことが明らかになった。

## 酵素と反応
アンテラキサンチンは、ビオラキサンチンの部分的脱エポキシドである。ビオキサンチンの2つのエポキシ基のうちの1つが除去され、アンテラキサンチンが生成する。このため、キサントフィルサイクルはビオラキサンチンサイクルと呼ばれることもある。
ビオラキサンチンデエポキシダーゼは、ビオラキサンチンの1つのエポキシ基を二重結合へ還元することでアンテラキサンチンを生成する酵素である。ビオラキサンチンのエポキシ基を2つ還元し、ゼアキサンチンを作る機能も持つ。
ゼアキサンチンエポキシダーゼは、ゼアキサンチンにエポキシ基を1つ付加しアンテラキサンチンを、2つ付加しビオラキサンチンを生成する反応を触媒する。